# طوكيو

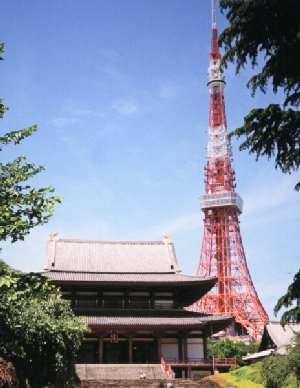
برج طوكيو: أحد أهم معالم المدينة.

طوكيو (باليابانية: 東京都) وتعني العاصمة الشرقية هي عاصمة اليابان، تقع على الجهة الشرقية لأكبر الجزر الأربعة للبر الياباني (هونشو)، وعلى الضفة الغربية لـخليج طوكيو وبالقرب من مصب نهر سوميدا. عاصمة اليابان منذ عام 1868 م، هي اليوم المركز السياسي والاقتصادي والثقافي والاجتماعي والفني للبلاد.
تحتل المنطقة الحضرية لمدينة طوكيو مساحة 600 كم²؛ تتشكل من 23 حياً (باليابانية: 区= ku)، ويبلغ عدد السكان فيها 12 مليون نسمة. إذا أخذنا في الحسبان التكتلات الحضرية المجاورة، فإن طوكيو تشكل أكبر تجمع حضري في العالم، يمتد النسيج العمراني فيها بدون انقطاع ليشغل مساحة قدرها 10,000 كم²، ويضم أكثر من 37 مليون نسمة، يشمل العديد من المدن الصغيرة المتاخمة وثلاث مدن كبيرة: يوكوهاما، كاواساكي وتشيبا، وتقع كلها شرقي مدينة طوكيو.

## التاريخ

### العصور القديمة
تم استيطان المكان الذي تحتله المدينة الحالية منذ فترة جومون، ثم أصبح من ضمن الأراض الملكية (التابعة للإمبراطور) أثناء فترتي نارا وهييآن. سقطت المنطقة أثناء العصور الوسطى في أيدي المحاربين القادمين من السهول الشرقية المجاورة، أسس هؤلاء حكومة عسكرية في جنوبي خليج طوكيو: في المكان المسمى كاماكورا، كان ذلك في نهاية القرن الـ12 م، ومنذ ذلك العهد أخذت المدينة اسمها الأول إيدو ومعناها ميناء الخليج (خليج طوكيو اليوم).

### فترة التحولات
أصبحت المدينة عاصمة اليابان منذ بداية القرن الـ17 م، وعرفت عصرًا مزدهرًا أثناء فترة إيدو، بلغ عدد سكانها المليون نسمة في القرن التالي (الـ18 م). بعد سقوط نظام الشوغونية، وأثناء فترة التحولات (راجع: استعراش مييجي) اضمحل دور المدينة، لصالح كيوتو (العاصمة الإمبراطورية). إلا أن البلاط قرر أخيرًا أن ينقل عاصمته إلى إيدو، وتم إعادة تسميتها إلى طوكيو' (ومعناها العاصمة الشرقية).
أخذت المدينة تتطور وأصبحت من كبرى المدن العالمية. أثناء بدايات فترة مييجي أخذت المدينة القديمة تتحول، فاحتضنت كبرى الشركات، وأولى الجامعات في البلاد كما عرفت أولى النشاطات الصناعات. تحول مظهر المدينة عام 1870 م، عندما أقيمت الإنارة العمومية (كانت تعمل بالغاز) في شوارعها، وتم تشييد المحطة المركزية، كانت القطارات تنطلق منها إلى مدينة يوكوهاما ومن ثمة إلى سائر أرجاء البلاد. بعد عشرية (10 سنوات) من الزمن بدأت خطوط الترام تغزو شوارع المدينة، كما شرع في تشييد مباني حكومية جديدة في حي كاسوميغاسيكي وأخرى لتحتضن مقرات الشركات الكبيرة في حي مارونوأوشي، أنجزت أغلب هذه المباني بالحجر ووفق المخططات الغربية، غيرت هذه التحويلات وجه مركز المدينة القديم، ثم أصبحت شوارعها تضاء بالإنارة الكهربائية.

### الفترة الحديثة
مع حلول القرن الـ20 م، ازدادت طوكيو اتساعا: تكوّن حولها نسيج عمراني كثيف، واستغلت كل المساحات الشاغرة على امتداد الضفة الغربية لـخليج طوكيو، ثم أخذت تبتلع أراض جديدة إلى الشمال والشرق. تعرضت المدينة للدمار مرات عدة: الحرائق والهزات الأرضية دمرت العديد من أحياءها، ثم أتى الزلزل الكبير لعام 1923 م على أكثر من نصف مباني المدينة. بعد عشرين سنة تسببت حملات القصف الجوية أثناء الحرب العالمية الثانية في مقتل أزيد من 100.000 شخص وتدمير كامل النسيج العمري على امتداد 100 كلم².
تمت عملية إعادة البناء بوتيرة سريعة: محاور طرق جديدة رسمت حول المدينة؛ وضع برنامج خاص لتشييد مباني مدنية وحكومية وإدارية، وانتهى العمل به عام 1964 م مع انطلاق دورة الألعاب الأولمبية (في طوكيو).
لا تكاد ورش الأعمال في طوكيو تهدء، فبسبب الهزات التي تتعرض لها والتي تلحق أضرارا جسيمة بمبانيها، لا تعمر أكثر المباني لأكثر من جيل واحد من الزمن. بدأت البيوت الخشبية القديمة، والتي كان يتم إعادة بنائها كل 20 سنة تقريبا، في التلاشي، تاركة مكانها لمباني حديثة، أُنجزت لتحمّل الزلازل القوية. أخذت مباني جديدة ذات طراز معماري عصري تأخذ مكانها في الأحياء الحديثة، تتحدى هذه المباني بعلوها الشاهق الأخطار الطبيعية والزلازل، ويعترض بعض سكان المدينة عليها لأنها تحجب عنهم رؤية جبل فوجي المقدس.

## الجغرافيا
يقع الجزء البرّي من طوكيو في خليج طوكيو، ويبلغ طوله حوالي 90 كم من الشرق إلى الغرب، و 25 كم من الشمال إلى الجنوب. متوسط ارتفاع طوكيو يبلغ 40 متر. وتحيط بها محافظة تشيبا من الشرق، ومحافظة ياماناشي من الغرب، وجنوباً محافظة كاناغاوا، وسايتاما شمالًا. وتنقسم طوكيو إلى عدة تقسيمات إضافية تسمى دوائر خاصة (تقع في النصف الشرقي) و منطقة تاما (باليابانية: 多摩地域) تمتد غربًا.
وأيضًا تتضمن الحدود الإدارية لطوكيو مجموعتي جزر تقع مباشرةً إلى الجنوب في المحيط الهادي : جزر إيزو، وجزر أوغاساوارا وتمتد أكثر من 1,000 كيلومتر بعيدًا عن بر طوكيو الرئيس. وبسبب هاتين الجزيرتين والمنطقة الجبلية في الغرب، كثافة سكان طوكيو الكلية غير صريحة، لمناطق طوكيو الحضرية وضواحيها.
تُعتبر اليابان حاضرة (都) تحت القانون الياباني، وبُنيتها النظامية شبيهة بباقي المحافظات اليابانية. وحتى عام 1943م كانت طوكيو مُألفة فقط بما يعرف حالياً بالأحياء الخاصة (特別区 ) والتي يبلغ عددها 23 حي، وهي الآن بلديات منفصلة ذات حكم ذاتي، كل واحدة منها تحوي على عمدة، ومجلس.
بالإضافة للأحياء الخاصة البالغ عددها 23، تحوي طوكيو أيضًا على 26 مدينة إضافية تسمى (شي) (市)، خمسة بلدات (شو أو ماشي) (町) وثمانية قرى (سون أو مورا) (村)، كلٌ منها لديه حكومة محلية. تدير حكومة حاضرة طوكيو كافة الحاضرات، ويترأسها حاكم مُنتخب من قبل الشعب ومجلس الحاضرات. ويقع مقرها في حي شينجوكو.

## المدينة

### العمران
لا تنفك مدينة طوكيو تتجدد، وتكاد الأشغال فيها لا تنتهي. لم يتبن المسؤولون فيها أيا من المخططات العمرانية، لذا يبدو نسيجها العمراني متنوعا، وتظهر المدينة أكثر كتجمع لقرى صغيرة تحافظ كل منها على خاصيتها الفريدة، منها كمدينة عملاقة حديثة. تعد الشوارع الكبرى والتي اختطت في سنوات 1950-1960 م والمباني الحديثة واجهة المدينة الرئيسية، كما هي الأحياء القديمة والمباني الصغيرة المؤلفة من طابق أو طابقين والمعابد والمزارات والأبنية الخشبية المنتشرة عبرها. تقدم المدينة لزائريها منظرا مشكلا وغير متناسق في الأغلب، تتعايش فيه مختلف الطرز المعمارية ومواد وأساليب البناء المتنوعة. عكس مايعتقده البعض، المنتزهات والمساحات الخضراء في طوكيو كبيرة وواسعة، سواء في وسط المدينة أو على ضفاف نهر سوميدا.

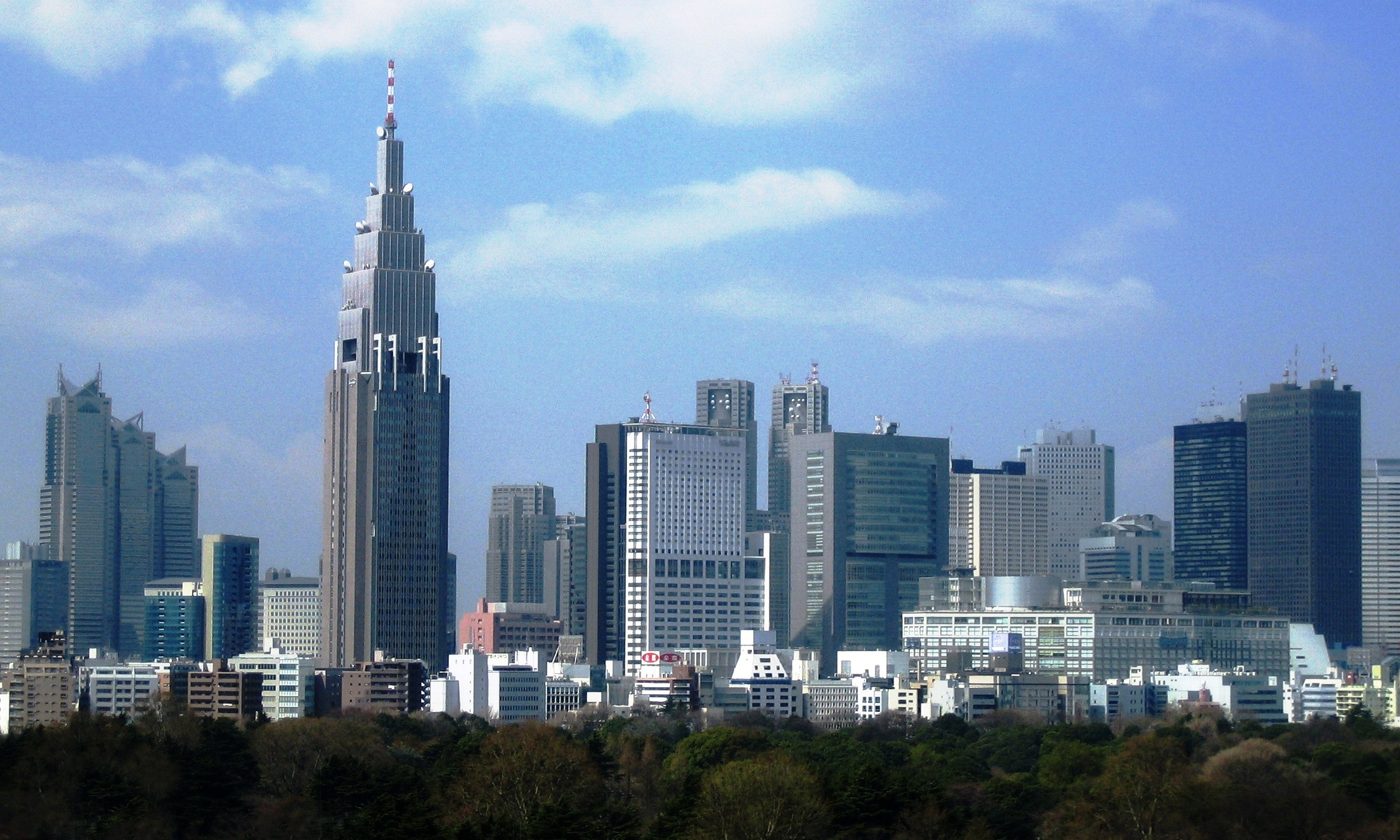
ناطحات السحاب في شينجوكو

### قلب المدينة
يقع القصر الإمبرطوري كانت تشغله مدينة إيدو القديمة، وتعتبر هذه المنطقة قلب المدينة التاريخي. تكثر فيها المساحات الخضراء ويرتفع مقر إقامة العائلة الإمبراطورية في وسطها، ويحضر على العامة زيارة المكان. إلى جهتي الجنوب والغرب يقع حي كاسوميغاسيكي، وتتجمع فيه أغلب الهيئات الحكومية الرسمية: البرلمان، مقر إقامة رئيس الوزراء، والوزراء والمحكمة العليا.
إلى الشرق من القصر الإمبراطوري يقع حي مارونوأوتشي، أحد أهم مراكز الأعمال في المدينة -والبلاد-، تتواجد فيه مقرات العديد من المؤسسات البنكية الكبرى. يليه إلى ناحية الشرق، حي جينزا الشهير، قديما كان هذا الحي مكانا لتجمع تجار الجملة القادمين من أوساكا، وأصبح اليوم مكان التسوق المفضل لأهالي المدينة، تنتشر فيه المحلات التجارية الكبرى، المطاعم، دور السينما والمسارح، ويتم منع مرور المركبات فيه يوم الأحد لتقتصر حركة السير في شوارعه على الراجلين فقط.
بعد جينزا وإلى الشمال والشرق وعلى امتدا نهر سوميدا، تمتد أحياء المدينة القديمة (القصبة)، يقع فيها حي أساكوسا الشعبي، والذي يشتهر بشوارعه الضيقة والمتعرجة وتنتشر عبرها دكاكين الحرفيين، تنشط في هذا الحي تجارة المصنوعات لتقليدية، كما يقع فيه معبد سينسو (أو: سينسو جي)، والذي كرس لشخصية كاننون، إله الرحمة حسب الديانة البوذية (حسب التقليد الياباني).

### الأحياء الحديثة
تم بناء الأحياء الحديثة حول المركز التاريخي للمدينة، تتشكل أغلبها من مجمعات سكنية وتجارية، وتكون معا أقطابا لطوق خط السكك الحديدية (سامادا سان) المحيط بمركز المدينة:
- أكيهابارا: تتجمع في هذا الحي المئات من متاجر المعدات الكهربائية والإلكترونية،
- أوينو: من الأحياء السكنية والجامعية، يقع في وسطه متنزه واسع، تتواجد فيه كبرى المتاحف في طوكيو،
- إيكيبوكورو: حي سكني، يتواجد فيه أكبر مجمع تجاري في العالم،
- شينجوكو: أحد المراكز الحضرية الجديدة، تتواجد فيه العديد من ناطحات السحاب، ومراكز كبرى الشركات، المحلات الكبيرة، الفنادق والمطاعم، ولا يكاد المرء يفرق بين ليلها ونهارها، لحيويتها.

وأهم الأحياء الأخرى: هاراجاكو، شيبويا وشيناغاوا. تتواجد بعد هذه الأحياء الضواحي ويتنوع نسيج العمران فيها.

## المواصلات

### الخطوط الحديدية

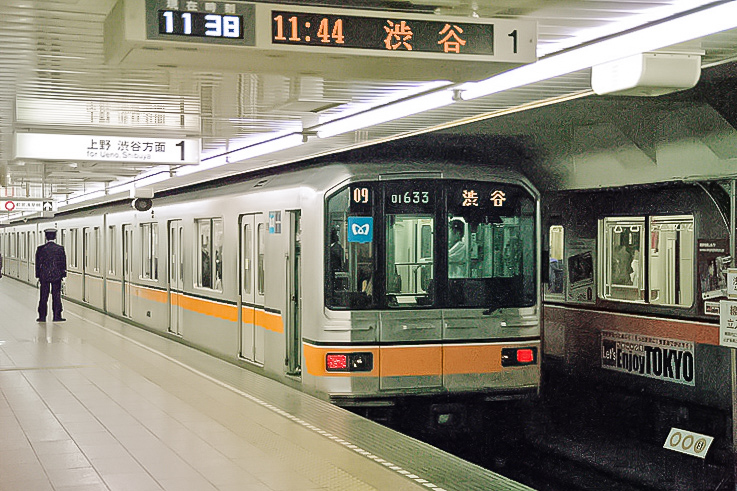
محطة المترو (قطار الأنفاق) في جينزا (طوكيو).

أصبحت طوكيو ومنذ فترة مييجي مركزا لخطوط السكك الحديدية في البلاد (تم مد أول خط سنة 1871 م بين طوكيو ويوكوهاما)، ووُصلت العاصمة بكل المناطق اليابانية تقريبا. أهم المحطات في المدينة: طوكيو (المحطة الرئيسية)، أوينو، إيكيبوكورو، شينجوكو وشيبويا، تربط هذه المحطات المدينة بالضواحي وتشكل حزاما (طوقا) حضريا حولها، مما يسهل الوصول إليها. تستقبل هذه المحطات مايقرب مليوني (2) مسافر يوميا. تستعمل قطارات الضواحي لوصل المدن الواقعة في التجمع الحضري الكبير لـطوكيو (طوكيو الكبرى) بمركز المدينة، تمتد هذه الخطوط إلى مسافة 100 كلم² من قلب المدينة. بعض الخطوط والتي تكون وجهتها على مسافة معتبرة يتم تدعيمها بالـقطار فائق السرعة ويسمى شينكانسن.
يوجد في طوكيو شركتين تديران شبكة المترو هي طوكيو مترو ومكتب نقل محافظة طوكيو.

### الخطوط البرية
شهدت فترة ميجي، تشييد أول الخطوط البرية العامة في العاصمة. ظلت قطارات الترام وحتى الستينيات (القرن الـ20 م) أهم وسيلة نقل في المدينة. لاحقا استبدلت خطوط الحافلات والمترو (قطار الأنفاق) بهذه الخطوط. منذ البدء في تشييدها أوائل فترة مييجي استمرت شبكات الخطوط في التمدد والتطور، إلا أن الزلزال الذي ضرب العاصمة عام 1923 م ثم أحداث الحرب العالمية الثانية، ألحقا بها دمارا كبيرا. شرعت الحكومة في إنشاء شبكات جديدة ما بين سنوات 1950-1960 م. تم تشييد العديد من الطرقات السريعة المعلقة (على جسور)، تنطلق هذه من قلب المدينة باتجاه الضواحي المحيطة. إلا أنه ورغم الجهود التي تم بذلها مؤخرا لتحديث هذه المرافق، تبقى مشكلة المواصلات قائمة، وتعاني طوكيو من ازدحام السير، على غرار كبرى التجمعات الحضرية الأخرى في العالم.

### الخطوط الجوية
تملك طوكيو اثنين من المطارات الكبرى في اليابان: مطار هانيدا، يقع شرقي المدينة، ويخدم الرحلات الداخلية، ثم مطار ناريتا الدولي، تم افتتاحه عام 1978 م، يقع شرقي طوكيو ويبعد عنها بمسافة 55 كلم.

## الاقتصاد

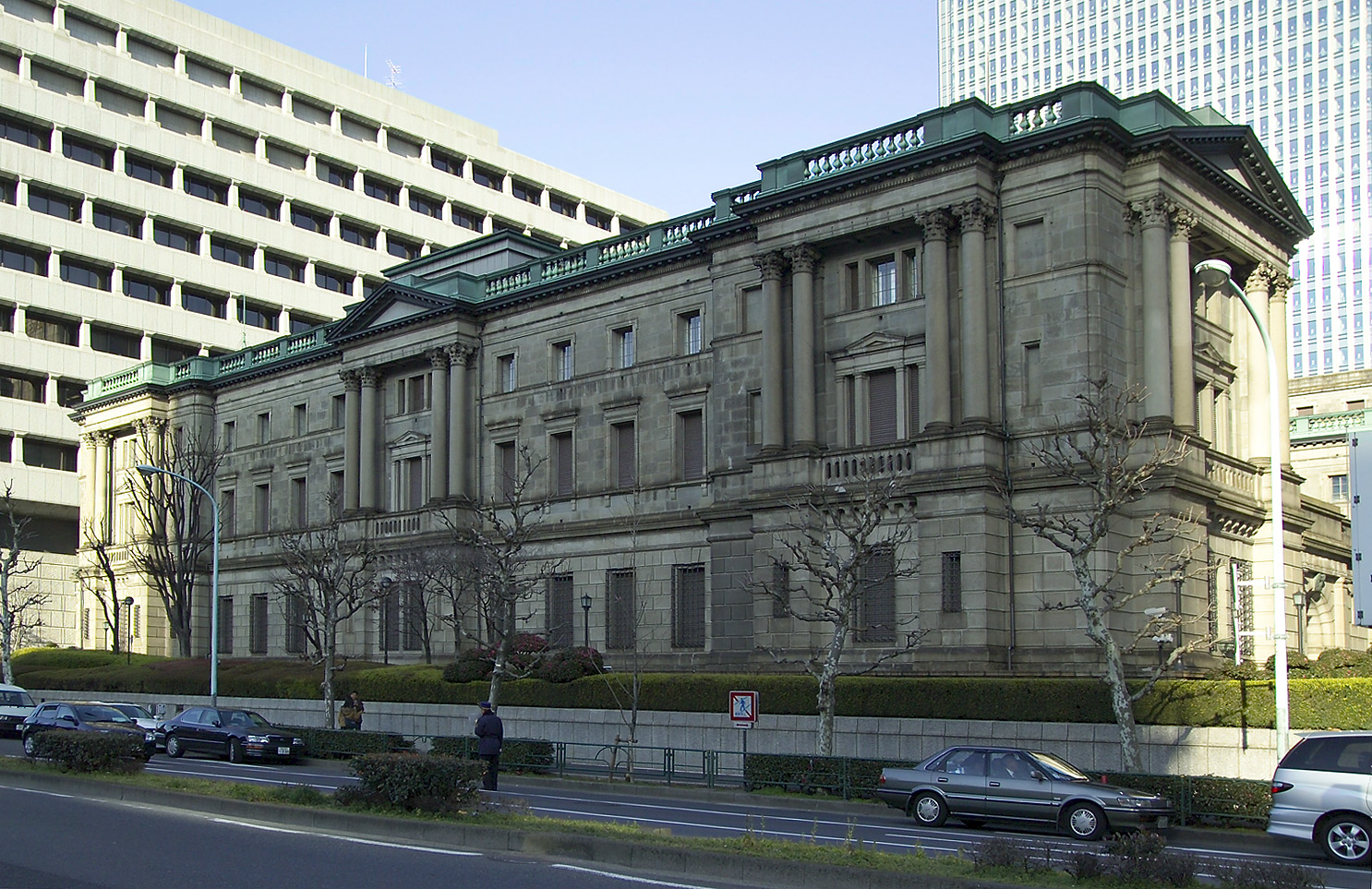
بنك اليابان.

### الصناعات
تشكل طوكيو وتجمعها الحضري القطب المالي، الصناعي والتجاري للـيابان. تتنوع النشاطات الصناعية فيها: تحويل المواد الغذائية، النسيج والملابس، الصناعات الثقيلة، التكنولوجيا العالية (الإلكترونيك، البصريات، آلات التصوير)، البناءات الميكانيكية، السيارات، الكيماويات وغيرها.

### الميناء
يعتبر ميناء طوكيو حديث النشأة نسبيا، وقد استمرت مدينة يوكوهاما -أكبر الموانئ اليابانية- وحتى الأربعينيات (من القرن الـ20 م) في لعب دور الميناء الرئيس للعاصمة. يتميز خليج المدينة بانخفاض مستوى القاع فيه، وقد توجب إزاحة كمية معتبرة من التربة حتى صار في الإمكان في النصف الثاني من القرن الـ20 م، إقامة الإنشاءات الجديدة في: كاواساكي، طوكيو وتشيبا. يزداد يوم بعد يوم حجم الشحنات والحمولات التي يديرها الميناء، أغلبها يأخذ وجهته إلى السوق المحلية. من أهم المنتجات التي يتم تداولها: المواد الغذائية والتموينية الموجهة لأسواق العاصمة وبالأخص الأسماك (سوق تسوكيجي).

### النشاطات الأخرى
تتركز نشاطات أخرى كثيرة في طوكيو. تتواجد فيها أغلب الهيئات الحكومة، كبرى الإدارات المحلية، أهم البنوك ومقرات أكبر الشركات اليابانية. تحتل طوكيو المرتبة الأولى في اليابان من حيث حجم التبادلات التجارية، الداخلية والخارجية منها على حد سواء. هي مركز مالي دولي، وتعتبر بورصة طوكيو ثاني أكبر بورصة في العالم بعد بورصة نيويورك.

## الفنون والثقافة

### معاهد التعليم العالي
تحتل طوكيو المركز الأول على المستوى الوطني في ميادين: البحث، التعليم، والثقافة. تضم المدينة أكثر من ثلث (1/3) المعاهد الجامعية ويزاول حوالي 45% من إجمالي الطلاب في البلاد دراستهم فيها. من بين المئات من الجامعات العمومية والخاصة التي تستقبل الشباب الياباني، تملك بعض منها تاريخ عريق، كـجامعة طوكيو العمومية (بالـيابانية: 東京大学 = Tōkyō Daigaku) ويختصر اليابانيون اسمها إلى تودائي (東大 = Tōdai) وأسست عام 1877 م، بالإضافة إلى الجامعات الخاصة: جامعة كيئو (أسست 1868 م) وجامعة واسيدا (أسست عام 1882 م).

### المتاحف
تملك طوكيو العديد من المتاحف العمومية والخاصة. يحتضن متنزه أوينو العديد منها:
| - متحف طوكيو الوطني باليابانية: 東京国立博物館 (Tokyo kokuritsu hakubutsukan): أكبر المتاحف في اليابان، يضمن تحفا من سائر العصور التاريخية، يقدر عدد معروضاته بـ80.000، - رواق هوريوجي للكنوز الفنية (Horyuji homotsukan): وتعرض فيه تحف نادرة تعود إلى القرنين الـ7 والـ8 للميلاد، - متحف المدينة القديمة للتقاليد (Shitamachi fuzoku shiryokan): وتم فيه إعادة بناء أحد الشوارع القديمة في حي أساكوسا التقليدي، - المتحف الوطني للفنون الغربية (Kokuritsu seiyo bijutsukan): يعرض أعمال بعض الفنانين الكبار من أمثال: رونوار، مانيه، سيزان، أوجست رودان وغيرهم. كما يضم المتنزه المتحف الوطني للعلوم (Kokuritsu kagaku hakubutsukan): وحديقة الحيوانات العمومية. |

من بين المتاحف الكثير الأخرى المتواجدة في طوكيو: المتحف الوطني للفن الحديث (Tokyo kokuritsu kindai bijutsukan)، متحف هاتاكي-ياما (Hatakeyama kinenkan)، ويعرض لوحات فنية، خزفيات ومقتنيات متنوعة مخصصة لـطقوس تقديم الشاي، متحف الحرف الشعبية (Nippon mingeikan)، ويعرض مجموعة من اللوازم اليومية تعود إلى فترة إيدو موضوعة داخل بيت بني على الطراز التقليدي، متحف أوتا (Ota kinen bijutsukan)، المخصص للرشم (الطباعة بحروف بارزة) وأخيرا متحف الـسومو (Sumo hakubutsukan).

### المهرجانات
طوكيو من المدن العالمية المشهورة بتظاهراتها الثقافية والفنية. تملك المدينة الكثير من المسارح، يتم فيها عرض قطع مسرحية تقليدية من التراث الياباني، ويشتهر حي شيبويا بمسارح نو، كما تكثر مسارح الـكابوكي في حي جينزا. إلى جانب ذلك يقوم المسرح الوطني بعرض قطع من فن المسرح الحديث. تشتهر المدينة بفرق الأوركسترا، وتقدم عروضا للموسيقى المعاصرة والكلاسيكية، التقليدية والعالمية.
من المهرجانات الأساسية التي تقام في طوكيو سنويا هي مهرجان سانو، الذي يقام في ضريح هيه، وسانجا ماتسوري، الذي يقام في ضريح أساكوسا، وكاندا ماتسوري.

### المكتبات
يشتهر اثنان من أحياء المدينة بكثرة المكتبات (تلك التي تختص بتجارة الكتب) فيها: جينبوسشو وتاكادانوبابا. تقع مكتبة البرلمان الوطنية بالقرب من القصر الإمبراطوري، كما يجاورها مبنى الأرشيف الوطني.

### ترفيه
تجري سنوياً في آخر يوم سبت من يوليو إطلاق للألعاب النارية على نهر سوميدا حيث يحضر الاحتفال ملايين الزوار. وفي فصل الربيع يتوجه الناس لرؤية الساكورا (زهر الكرز) في العديد من الحدائق مثل حديقة أوينو، حديقة إنوكاشيرا، وحديقة شينجوكو غيوين أو حدائق هاماريكيو.

## رياضة
يوجد ناديين لكرة القاعدة في طوكيو هما عمالقة يوميوري (أستاد طوكيو دوم)، وياكولت سوالوز (إستاد ميجي جينغو). كما يقع المكتب الرئيسي لمنظمة السومو اليابانية في طوكيو في ريوغوكو كوكوغيكان حيث تجرى ثلاث مبارزات للسومو سنويا. كما يوجد فريقي كرة قدم هي إف سي طوكيو، وطوكيو فيردي.
استضافت طوكيو الألعاب الأولبية لعام 1964، وقد حصلت على حق استضافة الألعاب أولمبية صيفية 2020.

## توأمة
- بكين، الصين.
- القاهرة، مصر.
- باريس، فرنسا.
- لندن، المملكة المتحدة.
- نيويورك، الولايات المتحدة.
- جاكرتا، إندونيسيا.
- موسكو، روسيا.
- برلين، ألمانيا.
- سيول، كوريا الجنوبية.
- ساو باولو، البرازيل.
- روما، إيطاليا.
- نيوساوث ويلز، أستراليا.
- مدريد، إسبانيا.

## وصلات خارجية
- طوكيو على موقع الموسوعة البريطانية (الإنجليزية)

- طوكيو بوابة الشمس استطلاع مصور من مجلة العربي .